# II Korpus Polowy Luftwaffe
II Korpus Polowy Luftwaffe (niem. II. Luftwaffen-Feldkorps) – jeden z niemieckich korpusów polowych Luftwaffe. Utworzony w październiku 1942 roku przy Grupie Armii Środek z oddziału Luftwaffe Schlemm. Walczy w składzie Grupy Chevallerie i 3 Armii Pancernej, teren działań – Newel. W styczniu 1944 roku przemianowany w I Korpus Spadochronowy.
Dowódca:
- generał strzelców spadochronowych Alfred Schlemm

Jednostki korpuśne:
- 2 Korpuśny Batalion Łączności Luftwaffe
- kompania rozpoznawcza

Skład w grudniu 1942:
- 3 Dywizja Polowa Luftwaffe
- 4 Dywizja Polowa Luftwaffe
- 6 Dywizja Polowa Luftwaffe

Skład w lipcu 1943:
- 2 Dywizja Polowa Luftwaffe
- 3 Dywizja Polowa Luftwaffe
- 4 Dywizja Polowa Luftwaffe
- 6 Dywizja Polowa Luftwaffe